# Jacques Corrèze
Cet article possède un paronyme, voir Jacques Corraze.
Pour les articles homonymes, voir Corrèze.
 (mars 2015).
Jacques Corrèze, né le 11 février 1912 à Auxerre (Yonne) et mort le 26 juin 1991 à Neuilly-sur-Seine, est un cadre dirigeant du groupe L'Oréal, membre de la Cagoule et collaborateur notoire durant l'Occupation allemande.

## Membre de la Cagoule

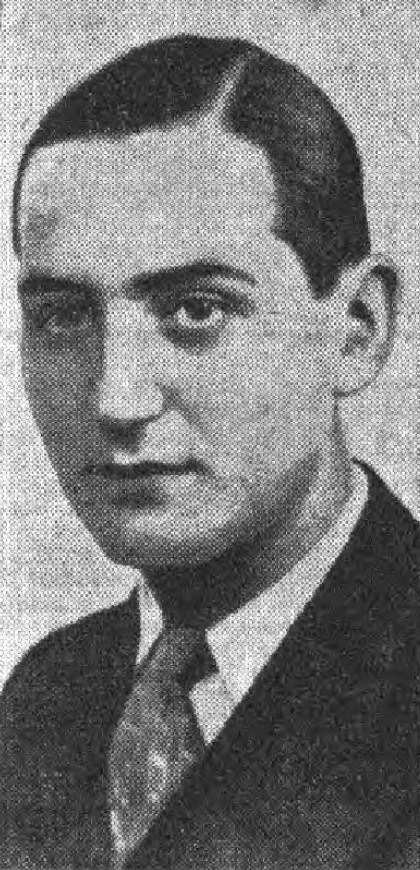
Jacques Corrèze en 1938.

Né à Auxerre, il est, sous le pseudonyme de « la Bûche », l’un des responsables, dans les années trente, de la Cagoule, organisation clandestine terroriste née sous la houlette d’Eugène Deloncle.
Jacques Corrèze, décorateur de profession, devient en 1936 le secrétaire et homme de confiance de Deloncle.  Il reconnaîtra plus tard s’être occupé du verrouillage des équipes et des dépôts d’armes de la Cagoule. Soupçonné d’avoir participé à différents assassinats, notamment celui des frères Carlo et Sabatino Rosselli, antifascistes italiens réfugiés en France, il est arrêté en 1938. Sorti de prison un an plus tard, il combat dans un régiment de chars contre l’armée allemande.

## Membre du Mouvement social révolutionnaire sous l'Occupation
Après l'armistice, en juin 1940, il rejoint le Mouvement social révolutionnaire (MSR) lancé, avec la bénédiction de Berlin, par Eugène Deloncle. Le MSR prône une collaboration totale avec l'occupant nazi.
En 1941, Jacques Corrèze s’engage dans la Légion des volontaires français (LVF) pour lutter aux côtés des nazis contre l’Union soviétique. Il sera en décembre 1941 à quelques kilomètres de Moscou.
À son retour en France il prend des contacts avec la Résistance, mais reste aux côtés d'Eugène Deloncle.
En janvier 1944, il échappe de justesse à la police allemande qui accuse le MSR d’avoir noué des relations avec des agents alliés en Espagne. Il est témoin de l'assassinat de Deloncle par la Gestapo (7 janvier 1944).
Capturé le 30 août 1944 à 23 heures par les FFI à 8 km au nord-est de Nanteuil-le-Haudouin, entre Paris et Soissons, il est interrogé par le service de renseignement de la 4e division d'infanterie américaine.

## Procès et condamnation
Emprisonné à la Libération, Jacques Corrèze est condamné en 1948 à dix ans de travaux forcés pour intelligence avec l’ennemi. Selon l’accusation, Jacques Corrèze « est le seul à avoir changé d’attitude, le seul à avoir fait marche arrière, à avoir pris des contacts avec la Résistance ». La même année, il est jugé dans le procès de La Cagoule. Devant répondre de plusieurs assassinats, il échappe de nouveau à la condamnation à mort et est condamné à une peine de dix ans, confondue avec la première.

## Cadre de L'Oréal
Jacques Corrèze sort de prison en 1949, et épouse Mme Mercedes Deloncle, veuve d'Eugène Deloncle. Eugène Schueller l’engage dans sa société et lui confie le poste d’agent général du groupe L’Oréal-Monsavon pour l’Espagne et l’Amérique latine. Il fonde la société Productos Capillares (Procasa). Il y emploiera  Henri Deloncle  frère d'Eugène, Louis Deloncle fils d'Eugène, Thierry Servant fils de Claude Deloncle et André fils de Jean Filiol.
Amnistié en 1959, réhabilité en 1966, Jacques Corrèze poursuit sa carrière d’homme d’affaires aux États-Unis. Il sera le principal responsable du développement exponentiel de cette multinationale sur l'ensemble du continent américain (du Canada à l'Argentine). Il sera à la demande du PDG de l'époque, le principal négociateur du rachat par L’Oréal en 1988 de la firme américaine de cosmétiques Helena Rubinstein. Ce rachat aurait provoqué la menace de boycottage de L’Oréal par la Ligue arabe qui organisait le boycott des sociétés ou des personnes traitant avec l’État d’Israël.
En 1991, il fait l'objet d'une enquête de l'Office of Special Investigations (en) concernant d'éventuels crimes commis lors de la guerre, ce qui le contraint à quitter les États-Unis. Il meurt une semaine plus tard. Vingt-quatre heures avant sa mort, Jacques Corrèze avait démissionné de ses fonctions de président d’honneur et d’administrateur de la société Cosmair, filiale de l’Oréal.

### Sources primaires
- Mercédès Deloncle Corrèze, Histoire sans égoïsme, Paris, La Pensée universelle, 1982, 297 p. (ISBN 2-214-04825-1).